# Neolithische revolutie
Het ontstaan van de landbouw, vaak aangeduid als de neolithische revolutie, vormde de overgang van een samenleving van jager-verzamelaars met een rondtrekkend bestaan (nomadisme) naar een samenleving van mensen die in nederzettingen woonden (sedentarisme) en aan akkerbouw en veeteelt deden. Ook werden voorraden aangelegd voor slechtere tijden. Deze overgang vond plaats in meerdere streken op de wereld en onafhankelijk van elkaar. 
Veelal nam de overgang vele millennia in beslag, maar de uiteindelijke verandering en invloed was groot. Akkerbouw werd mogelijk gemaakt door de domesticatie van planten, terwijl veeteelt mogelijk werd door de domesticatie van dieren. 

## Ontstaan in meerdere kernen en verspreiding van daaruit
Lang werd gedacht dat er een beperkt aantal centra waren van waaruit akkerbouw zich verspreidde. Tegenwoordig worden er voor de domesticatie van planten minstens twaalf en mogelijk meer dan twintig van deze centra onderscheiden. Voor dieren lijken er slechts drie vroege domesticatiecentra te zijn geweest. Deze gebieden zijn Zuidwest-Azië, Centraal-China en de Andes. Ook binnen die gebieden vond domesticatie maar beperkt plaats, zodat het lijkt dat vroege domesticatie zeldzaam was.
Nikolaj Vavilov publiceerde in 1926  Центры происхождения культурных растений (Centra van oorsprong van gecultiveerde planten), waarin hij zijn theorie van genencentra van de belangrijkste gewassen uiteenzette. Hij kwam tot vijf en later acht regio's, meer gebaseerd op intuïtie dan op data uit onderzoek. In Afrika was nog weinig onderzoek gedaan, dus dit bleef onderbelicht. Er werden daarna de nodige gewassen gevonden die buiten de centra van Vavilov vielen, zodat verschillende wetenschappers centra groter maakten en toevoegden. 
In 1968 kwam Pjotr Zjoekovski in New centres of origin and new gene centres of cultivated plants including specifically endemic microcentres of species closely allied to cultivated species tot 12 megagen-centra of megacentra.

### Domesticatie van planten
Landbouw is op verschillende plaatsen onafhankelijk van elkaar ontwikkeld:
- de Vruchtbare Sikkel:
  - gerst
  - emmertarwe
  - eenkoren
  - kikkererwt
  - linze
  - erwt
- West-Afrika:
  - parelgierst
- Centraal-Afrika:
  - sorghum
- Oost-Afrika:
  - teff
- China:
  - pluimgierst
  - trosgierst
  - sojaboon
  - suikermeloen
  - aziatische rijst (japonica)
- Japan:
  - Japanse gierst
- Zuid-Azië:
  - aziatische rijst (Oryza sativa subsp. indica)
  - mungboon
  - Brachiaria ramosa
- Nieuw-Guinea:
  - broodboom
  - taro
  - echte sagopalm
  - banaan
- oostelijk Noord-Amerika (Eastern Agricultural Complex):
  - zonnebloem
  - moerasvlierbes
  - Texaanse ganzenvoet
- Midden-Amerika:
  - sierpompoen
  - mais
  - zoete aardappel
- Zuid-Amerika:
  - Calathea allouia
  - muskaatpompoen
  - pijlwortel
  - Ecuadoriaanse pompoen
  - quinoa
  - cassave

### Domesticatie van dieren
Naast de domesticatie van planten vond onafhankelijk ook een domesticatie van dieren plaats. Dit vond plaats via verschillende evolutiepaden. Zo begon de domesticatie van de hond via het commensale pad, waarbij dieren worden aangetrokken door elementen in de menselijke omgeving, zoals voedselafval en andere kleinere dieren die hier op afkomen. Dit zal vooral gegolden hebben voor dieren met een kortere vluchtafstand. Bij deze dieren zal habituatie of gewenning zijn opgetreden. Anders dan bij synantrope dieren zal dit aanvankelijk op zijn minst een commensale verhouding zijn geweest waar de dieren voordeel bij hadden en de mensen in ieder geval geen last ondervonden.
Bij het prooi-pad werd domesticatie voorafgegaan door de jacht. Aanvankelijk werd gejaagd op grotere herbivoren. Deze dieren zullen altijd mensenschuw zijn geweest. Om de jachtopbrengst te garanderen, zal geprobeerd zijn om kuddes te hoeden, waarbij de selectiedruk volgzaamheid zou stimuleren. Dit past meer bij een sedentaire levenswijze waarbij planten worden gecultiveerd in een breedspectrum-bestaan. Rond zo'n 10.500 jaar geleden werd zo in de vruchtbare sikkel begonnen met het ruimen van jonge mannetjes bij schapen, geiten, varkens en runderen, terwijl vrouwtjes pas geslacht werden na hun piek van reproductieve jaren. Dit werd voorafgegaan aan overbejaging die een andere benadering noodzakelijk maakte, met het hoeden van kuddes tot gevolg. Zo liep het pad van de jacht op wild via beheersing van wild naar kuddes hoeden en kuddes houden naar veeteelt. Zo was ook dit domesticatiepad geen bewuste sturing, maar een reactie op teruglopende opbrengsten. In eerste instantie ging het hierbij vooral om het vlees, maar dit werd uitgebreid gedurende wat Sherratt de secundaire productenrevolutie noemde. Daarbij werd ook wol en melk gebruikt, alsook de arbeid die de dieren konden verrichten. Als trek- en lastdier vergrootten ze de productie- en transportmogelijkheden in belangrijke mate. De mens was echter niet alleen veelzijdiger dan een ezel, os en paard, maar ook relatief energie-efficiënt en kon daardoor met minder voedsel toe. Mankracht, veelal in de vorm van gedwongen arbeid, bleef dan ook lange tijd de belangrijkste vorm van arbeid.
Het gestuurde pad was wel een bewust streven naar domesticatie waarbij de dieren niet noodzakelijk gedrag vertoonden dat ze in de buurt van mensen bracht. Nadat het proces bekend was geworden door de eerdere domesticaties, werden zo paarden, ezels en kamelen gedomesticeerd. Hoewel ook op deze dieren wel gejaagd werd voor voedsel, werden zij vooral voor transport gebruikt. Ook hier speelde tamheid een belangrijke rol, wat maakte dat gazellen en zebra's nooit werden gedomesticeerd.
|      |      |      |      |      |      |  |  | Anthropofilie | Anthropofilie | Anthropofilie | Anthropofilie | Anthropofilie | Anthropofilie |  |  | Habituatie                  | Habituatie                  | Habituatie                  | Habituatie                  | Habituatie                  | Habituatie                  |  |  | Commensalisme of partnerschap                                           | Commensalisme of partnerschap                                           | Commensalisme of partnerschap                                           | Commensalisme of partnerschap                                           | Commensalisme of partnerschap                                           | Commensalisme of partnerschap                                           |  |  |                                                                  |                                                                  |                                                                  |                                                                  |                                                                  |                                                                  |  |  |                   |                   |                   |                   |                   |                   |
|      |      |      |      |      |      |  |  | Anthropofilie | Anthropofilie | Anthropofilie | Anthropofilie | Anthropofilie | Anthropofilie |  |  | Habituatie                  | Habituatie                  | Habituatie                  | Habituatie                  | Habituatie                  | Habituatie                  |  |  | Commensalisme of partnerschap                                           | Commensalisme of partnerschap                                           | Commensalisme of partnerschap                                           | Commensalisme of partnerschap                                           | Commensalisme of partnerschap                                           | Commensalisme of partnerschap                                           |  |  |                                                                  |                                                                  |                                                                  |                                                                  |                                                                  |                                                                  |  |  |                   |                   |                   |                   |                   |                   |
|      |      |      |      |      |      |  |  |               |               |               |               |               |               |  |  |                             |                             |                             |                             |                             |                             |  |  |                                                                         |                                                                         |                                                                         |                                                                         |                                                                         |                                                                         |  |  |                                                                  |                                                                  |                                                                  |                                                                  |                                                                  |                                                                  |  |  |                   |                   |                   |                   |                   |                   |
| Wild | Wild | Wild | Wild | Wild | Wild |  |  | Prooi         | Prooi         | Prooi         | Prooi         | Prooi         | Prooi         |  |  | Beheersing van wilde dieren | Beheersing van wilde dieren | Beheersing van wilde dieren | Beheersing van wilde dieren | Beheersing van wilde dieren | Beheersing van wilde dieren |  |  | Extensieve veeteelt, beheersing van gevangen dieren en extensief fokken | Extensieve veeteelt, beheersing van gevangen dieren en extensief fokken | Extensieve veeteelt, beheersing van gevangen dieren en extensief fokken | Extensieve veeteelt, beheersing van gevangen dieren en extensief fokken | Extensieve veeteelt, beheersing van gevangen dieren en extensief fokken | Extensieve veeteelt, beheersing van gevangen dieren en extensief fokken |  |  | Intensieve veeteelt, dieren in gevangenschap en intensief fokken | Intensieve veeteelt, dieren in gevangenschap en intensief fokken | Intensieve veeteelt, dieren in gevangenschap en intensief fokken | Intensieve veeteelt, dieren in gevangenschap en intensief fokken | Intensieve veeteelt, dieren in gevangenschap en intensief fokken | Intensieve veeteelt, dieren in gevangenschap en intensief fokken |  |  | Vee en huisdieren | Vee en huisdieren | Vee en huisdieren | Vee en huisdieren | Vee en huisdieren | Vee en huisdieren |
| Wild | Wild | Wild | Wild | Wild | Wild |  |  | Prooi         | Prooi         | Prooi         | Prooi         | Prooi         | Prooi         |  |  | Beheersing van wilde dieren | Beheersing van wilde dieren | Beheersing van wilde dieren | Beheersing van wilde dieren | Beheersing van wilde dieren | Beheersing van wilde dieren |  |  | Extensieve veeteelt, beheersing van gevangen dieren en extensief fokken | Extensieve veeteelt, beheersing van gevangen dieren en extensief fokken | Extensieve veeteelt, beheersing van gevangen dieren en extensief fokken | Extensieve veeteelt, beheersing van gevangen dieren en extensief fokken | Extensieve veeteelt, beheersing van gevangen dieren en extensief fokken | Extensieve veeteelt, beheersing van gevangen dieren en extensief fokken |  |  | Intensieve veeteelt, dieren in gevangenschap en intensief fokken | Intensieve veeteelt, dieren in gevangenschap en intensief fokken | Intensieve veeteelt, dieren in gevangenschap en intensief fokken | Intensieve veeteelt, dieren in gevangenschap en intensief fokken | Intensieve veeteelt, dieren in gevangenschap en intensief fokken | Intensieve veeteelt, dieren in gevangenschap en intensief fokken |  |  | Vee en huisdieren | Vee en huisdieren | Vee en huisdieren | Vee en huisdieren | Vee en huisdieren | Vee en huisdieren |
|      |      |      |      |      |      |  |  |               |               |               |               |               |               |  |  |                             |                             |                             |                             |                             |                             |  |  |                                                                         |                                                                         |                                                                         |                                                                         |                                                                         |                                                                         |  |  |                                                                  |                                                                  |                                                                  |                                                                  |                                                                  |                                                                  |  |  |                   |                   |                   |                   |                   |                   |
|      |      |      |      |      |      |  |  |               |               |               |               |               |               |  |  |                             |                             |                             |                             |                             |                             |  |  |                                                                         |                                                                         |                                                                         |                                                                         |                                                                         |                                                                         |  |  |                                                                  |                                                                  |                                                                  |                                                                  |                                                                  |                                                                  |  |  |                   |                   |                   |                   |                   |                   |
|      |      |      |      |      |      |  |  |               |               |               |               |               |               |  |  |                             |                             |                             |                             |                             |                             |  |  |                                                                         |                                                                         |                                                                         |                                                                         |                                                                         |                                                                         |  |  |                                                                  |                                                                  |                                                                  |                                                                  |                                                                  |                                                                  |  |  |                   |                   |                   |                   |                   |                   |

Domesticatie volgens commensaal pad, prooi-pad en gestuurd pad

## Theorieën
Lange tijd was de oorsprong van landbouw het onderwerp van mythes waarbij het beschouwd werd als gift van de goden. Zo zou Shennong de Chinezen de landbouw hebben gebracht en gaf Ninurta de Soemeriërs raad op dat gebied en had Quetzalcoatl deze rol bij de Azteken.

### 19e eeuw
De vroegste wetenschappelijke vragen naar de overgang naar landbouw hadden vooral betrekking op waar en in mindere mate wanneer planten en dieren gedomesticeerd waren. In eerste instantie leken deze vragen niet te beantwoorden. Charles Darwin stelde in De afstamming van de mens uit 1871:
[...] de eerste stappen tot het cultiveren waren waarschijnlijk, zoals ik elders heb aangetoond, het resultaat van een of ander toeval, vergelijkbaar met de zaden van een fruitboom die op een hoop afval vielen en daardoor een buitengewoon fijne variëteit produceerden. Het probleem, echter, van de eerste stap van wilden naar beschaving, is tegenwoordig veel te moeilijk om te worden opgelost
Eerder was Alexander von Humboldt tot die conclusie gekomen. Zijn reizen stelden hem in staat om verbanden te leggen tussen klimaat, geografie en planten. Daardoor kon hij planten indelen naar regio en zag zo de verschillende vegetatiezones. Hij las ook de geschiedenis uit gedomesticeerde planten die de mens hadden begeleid terwijl deze zich over de wereld verspreidde. Ook de geografische geschiedenis wist hij uit plantengroei te herleiden, zoals de overeenkomsten tussen de begroeiing in Zuid-Amerika en Afrika die voor hem een vroegere verbinding tussen de continenten suggereerden. Ook hij kon echter niet de vraag naar de oorsprong van de domesticatie beantwoorden, zoals hij in 1805 aangaf in Essai sur la géographie des plantes:
De oorsprong, het land van herkomst, van de voor de mens meest nuttige planten die hem volgen sinds de vroegste tijden, is een geheim dat even ondoordringbaar is als de herkomst van alle gedomesticeerde dieren.
Na Humboldt bleef het vijftig jaar stil tot Alphonse de Candolle in 1855 in Géographie botanique raisonnée een eerste uiteenzetting deed. In 1883 had hij dit uitgewerkt tot Origine des plantes cultivées waarin hij op basis van plantkunde, archeologie en linguïstiek pogingen deed om de oorsprongsgebieden van gedomesticeerde planten te vinden, waarbij hij concludeerde dat er drie waren geweest: Meso-Amerika, de Vruchtbare Sikkel en Zuidoost-Azië. De combinatie van verschillende onderzoeksmethodes zou van grote invloed zijn.
Victor Hehn deed in 1870 een poging met Kulturpflanzen und Hausthiere in ihrem Übergang aus Asien nach Griechenland und Italien sowie das übrige Europa. Historisch-linguistische Skizzen waarin hij op basis van filologie zocht naar de oorsprong van planten en dieren. Candolle en Hehn konden weinig waardering voor elkaars methoden opbrengen.

### 20e eeuw

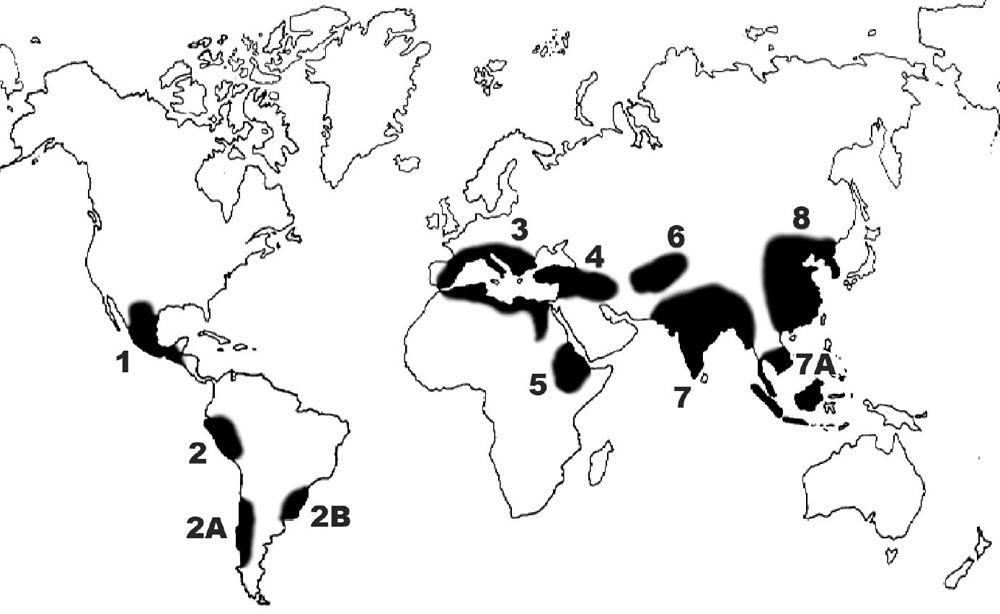
De ondertussen niet meer volledig onderschreven genencentra van Nikolaj Vavilov

Raphael Pumpelly kwam in 1908 in het tweede deel van Explorations in Turkestan tot de conclusie dat er sprake was van cycli van klimaatveranderingen met extreme verdroging (desiccatie). Mede op basis van de botanische kennis van zijn collega Johann Duerst zag hij de aanwezigheid van weit, gerst en gedomesticeerde dieren in Babylonië, Egypte en Europa als reactie op deze droogte. 
Op basis van de oasetheorie van Raphael Pumpelly werd in 1925 door de Australische archeoloog Vere Gordon Childe de term neolithische revolutie gemunt. Childe stelde in 1936 in Man Makes Himself dat klimaatveranderingen aan het einde van het Pleistoceen de aanzet gaven tot de overgang naar landbouw. Zo'n 10.000 jaar geleden zou verdroging op zijn getreden in West-Azië doordat de zomerregens naar het noorden verschoven. Dit zou zijn gevolgd door een concentratie van dieren, planten en mensen bij de resterende waterbronnen, wat domesticatie in de hand zou hebben gewerkt. Deze oasetheorie was zeer invloedrijk, al ontbrak het aan empirisch bewijs. Later zou blijken dat afgezien van Jericho de meeste vroege nederzettingen niet in riviervalleien of bij oases te vinden zijn.

#### Bevolkingsbeheersing
In de negentiende eeuw overheerste het idee dat jager-verzamelaars primitieve wilden waren geweest die continu op de rand van de hongerdood leefden. Dit etnocentrische idee begon pas in de twintigste eeuw te verschuiven. Steeds meer werd duidelijk dat waar jager-verzamelaars slechts enkele uren per dag besteedden aan een gevarieerde maaltijd, boeren hard moesten werken voor een eentonig maal. Voor Sahlins was dit reden om in 1966 te stellen dat juist de jager-verzamelaars de oorspronkelijke welvaartssamenleving vormden. Hierop werd later wel het nodige afgedongen, aangezien jager-verzamelaars een hoge kindersterfte kenden. 
In het debat over de mechanismes van bevolkingsbeheersing zien malthusianen de limieten aan de voedselproductie als de grens van de bevolkingsgroei, terwijl volgens boserupianen de bevolkingsdruk juist een stimulans is om de voedselproductie te verhogen. In deze discussie zijn demografen veelal malthusianen, terwijl antropologen Malthus nauwelijks noemen. Demografisch onderzoek wijst steeds meer in de richting van een regressie naar het gemiddelde bij bevolkingsgroei, waarbij pieken gevolgd worden door malthusiaanse dalen om uiteindelijk uit te komen op een zeer geringe groei. De pieken suggereren een hoge natuurlijke vruchtbaarheid, terwijl de dalen vooral het gevolg zijn van een hoge kindersterfte en oorlogsvoering. Een deel van de antropologen stelt dat abortus en infanticide daarbij een belangrijke rol speelden, maar het idee dat jager-verzamelaars een actieve bevolkingsbeheersing uitvoerden, wordt door de meeste demografen afgewezen. Anticonceptie was vrijwel onbekend en abortus was zeer risicovol voor de moeder. Kinderdoding en het doden van ouderen, senilicide, kwamen wel voor, maar onvoldoende om een regulerende werking te hebben.

#### Empirisch onderzoek
Empirisch onderzoek werd wel gedaan door Robert John Braidwood en zijn vrouw Linda, die in Irak veldonderzoek deden om de oasetheorie te testen. Braidwood nam archeologen, biologen en geologen mee en was een van de eersten die koolstofdatering toepaste. Dit stelde hem in staat om data te achterhalen van de vroege domesticatie van planten en dieren. Zo kon hij vaststellen dat het klimaat relatief stabiel was geweest tijdens de domesticatie en daarmee de theorie van Childe verwerpen. Daarbij speelde ook mee dat zich binnen het Pleistoceen ook al klimaatveranderingen hadden voorgedaan die niet tot domesticatie hadden geleid. In plaats daarvan kwam Braidwood in 1960 in The Agricultural Revolution tot de conclusie dat domesticatie plaatsvond in kerngebieden met plant- en diersoorten die zich daarvoor leenden. In het Oude Nabije Oosten zag hij die in de uitlopers van het Taurus- en Zagrosgebergte, wat de naam hilly flanks-theorie tot gevolg had. De overgang zou het logische gevolg zijn van de voortgaande culturele differentiatie en specialisatie van de mens. De vroegste neolithische nederzettingen zijn daarna echter niet in de hilly flanks gevonden.
Het ecologisch determinisme van Childe werd onder meer door Carl Sauer sterk afgewezen. In Agricultural Origins and Dispersals uit 1952 noemde hij bij gebrek aan voldoende onderzoeksgegevens zes voorwaarden voor mogelijke locaties (hearths):
- alleen gebieden met overvloed zouden ruimte bieden om te experimenteren met nieuwe mogelijkheden
- biodiversiteit en een brede genenpoel zijn voorwaarden om soorten te kunnen kruisen
- gezien de beperkte bescherming tegen overstromingen waren riviervalleien geen geschikte locatie
- bosgebieden zouden met de beperkte technologie geschikter zijn dan graslanden
- de inwoners moesten beschikken over vaardigheden, mogelijk oorspronkelijk voor andere doeleinden aangewend, die nodig zijn bij landbouw
- landbouw zou alleen optreden bij groepen die al sedentair leefden, of op het punt stonden dat te doen

Op basis hiervan zag hij in de Oude Wereld Zuidoost-Azië als bakermat, en dan vooral visserijgemeenschappen daar, van waaruit landbouw zich verspreid zou hebben naar andere regio's in Azië, Europa en Afrika. In de Nieuwe Wereld Waren volgens hem de Andes en Zuid-Mexico het kerngebied, met verspreiding naar het Amazone-gebied en de Verenigde Staten. Later onderzoek ondersteunde niet al deze voorwaarden en conclusies.

#### Schaarstetheorie
Sally en Lewis Binford stelden in Archeology in Cultural Systems uit 1968 dat mensen niet overgingen tot landbouw zodra zij konden, maar zodra zij moesten. Childe en Braidwood zagen landbouw ontstaan in de rijkste ecologische gebieden, de Binfords vooral in gebieden waar schaarste dreigde. Die dreiging deed zich voor als de draagkracht van de omgeving overschreden werd. Dat kon gebeuren door ecologische veranderingen of als de bevolkingsdruk te hoog werd. Bij deze laatste factor zijn interne en externe demografische druk te onderscheiden: intern door eigen bevolkingsgroei of extern door migratie. Vooral migratie zou een rol hebben gespeeld doordat een stijgende zeespiegel een trek naar het binnenland noodzakelijk maakten. Bewijs voor migraties rond deze tijd ontbrak echter.
Mark Cohen zag schaarste en de daarmee gepaard gaande stress ook als de drijvende kracht achter de overgang. In The Food Crisis in Prehistory uit 1977 zette hij dit idee uiteen, waarna hij onderzoek in gang zette naar de sporen die dieetstress achterlaat op botten en tanden. Onderzoek bij menselijke overblijfselen van de periode rond de aanname van landbouw gaf geen aanwijzingen van een verslechtering vlak voor de overgang, maar maakte wel duidelijk dat jager-verzamelaars gezonder waren.

#### Complexer beeld

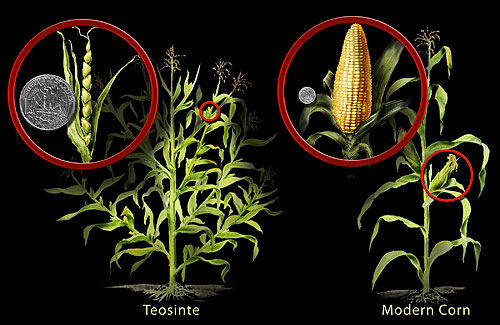
De ontwikkeling van wilde teosinte tot mais

Kent Flannery richtte zich in 1969 met Origins and ecological effects of early domestication in Iran and the Near East op het proces van voedselverwerving zelf. Hij maakte daarbij onderscheid tussen twee systemen van terugkoppeling bij voedselverwerving. In systemen met tegenkoppeling is er sprake van een evenwichtige exploitatie en zijn er gevarieerde voedselbronnen aanwezig, wat weinig aanleiding tot verandering geeft. Bij systemen met meekoppeling stijgt de productiviteit van de voedselbronnen zodra de mens ingrijpt. Zo gaf hij het voorbeeld van hoe de wilde teosinte ontwikkeld werd tot mais.
Aansluitend bij de Binfords dat het juist de marginale gebieden waren waar de mens zijn bestaansmiddelen uit moest breiden, kwam Flannery tot het model van de breedspectrum-revolutie. Waar eerder groot wild in voldoende calorieën en voedingsstoffen voorzag, waren mensen daar gedwongen om het voedselaanbod te verbreden met klein wild en planten. Ook zouden planten uit rijkere habitats geïntroduceerd zijn in die marginale gebieden, waarbij deze cultivatie in de hand werkte dat plantsoorten een evolutie ondergingen. Dit proces van diversificatie zou al geruime tijd voor de werkelijke overgang naar landbouw zijn begonnen in het Laatpaleolithicum. Deze nadruk op processen en het geven van verklaringen hing ook samen met de opkomst van de New Archaeology, later processuele archeologie genoemd. Onderzoek lijkt het algemene proces van de breedspectrum-revolutie te onderschrijven, zoals uiteengezet door Mary Stiner. In haar onderzoek richtte zij zich op de mechanismes achter de overgang en keek daarbij niet zozeer naar de populatieomvang van prooidieren, maar naar de vluchtsnelheid van verschillende dieren en de capaciteit van de populatie om te herstellen van de jacht. Zo zijn schildpadden een makkelijker prooi dan hazen, maar planten zij zich langzamer voort. Afname van de aantallen makkelijke prooien stimuleert een overgang naar voedsel dat meer inzet vereist.
Zo werd het idee van domesticatie van specifieke planten in een relatief korte tijd en binnen een beperkt gebied vervangen door een diffuser beeld. Uit onder meer archeobotanisch onderzoek blijkt een veel complexere genetische relatie tussen gewasplanten en hun wilde voorouders. Door fossiele planten en zaden te onderzoeken, kan achterhaald worden welke eigenschappen van het uiteindelijke domesticatiesyndroom deze bevatten en welke niet. Daarmee werd duidelijk dat voordat de huidige gewassen over hun volledige set van eigenschappen beschikten, er vele tussenstadia waren in een langdurig multiregionaal proces. Jack Harlan stelde in 1995:
First, we will not and cannot find a time or place where agriculture originated. We will not and cannot because it did not happen that way. Agriculture is not the result of a happening, an idea, an invention, discovery or instruction by a god or goddess. It emerged as a result of long periods of intimate coevolution between plants and man. Animals are not essential; plants supply over 90% of the food consumed by humans. The coevolution took place over millennia and over vast regions measured in terms of thousands of kilometers. There were many independent tentatives in many locations that fused over time to produce effective food production systems. Origins are diffuse in both time and space.
Dertig jaar eerder waarschuwden Harlan en Daniel Zohary al dat domesticatie niet noodzakelijk was opgetreden in het gebied waar de wilde variant gevonden werd:
Domestication may not have taken place where the wild cereals were most abundant. Why should anyone cultivate a cereal where natural stands are as dense as a cultivated field? If wild cereal grasses can be harvested in unlimited quantities, why should anyone bother to till the soil and plant the seed?
Harlan gaf daarom de voorkeur aan de term center of diversity in plaats van center of origin. Hij maakte verder onderscheid tussen drie stadia:
- cultivatie, menselijke activiteiten waaronder grondbewerking, bewateren, wieden, snoeien en uiteindelijk oogsten. Hierbij maakte Harlan bij de geoogste planten onderscheid tussen wilde, getolereerde, gestimuleerde en gedomesticeerde planten
- domesticatie, een mogelijke genetische reactie hierop van de plant waarbij fenotypes veranderen
- landbouw, een intensieve vorm van gebruik van land en gedomesticeerde planten

Charles Clements maakte onderscheid tussen wilde planten, terloops meegeëvolueerde planten, beginnend gedomesticeerde planten, halfgedomesticeerde planten en gedomesticeerde planten. De oorspronkelijke zoektocht naar de locatie waar landbouw is ontstaan, maakt dan ook steeds meer plaats naar zoektochten naar de plaatsen van cultivatie, wat veelal plaatsvond millenia voordat er sprake was van landbouw. Elk gewas heeft daarbij zijn eigen geschiedenis:
A center must be established one crop at a time [...]
Ondanks die nadruk op individuele gewassen zag Harlan drie centra, elk aangevuld met wat hij een non-centrum noemde in zijn artikel Agricultural Origins: Centers and Noncenters uit 1971. Non-centra zijn daarbij gebieden van 5000 tot 10.000 kilometer groot.
David Harris bekritiseerde in 1990 in Vavilov's concept of centres of origin of cultivated plants het verband dat Vavilov en na hem Harlan hadden gelegd tussen soortenrijkdom, centra van oorsprong van cultuurgewassen en vroege landbouw. Ook had hij kritiek op de voorstelling van centra die van elkaar gescheiden waren. Harris betreurde het vooral dat hierdoor het meeste onderzoek plaatsvond in de zogenaamde centra, daarmee de zogenaamde non-centra verwaarlozend. Hij benadrukte dan ook het belang om inderdaad de geschiedenis van individuele gewassen te bestuderen. Dit onderzoek kwam daarna inderdaad op gang.

## Kaart
- Gemeinsame Normdatei: 4364636-0